# Pseudochazara selim
Pseudochazara selim är en fjärilsart som beskrevs av Gross 1978. Pseudochazara selim ingår i släktet Pseudochazara och familjen praktfjärilar. Inga underarter finns listade i Catalogue of Life.